# Colt Paterson Revolver

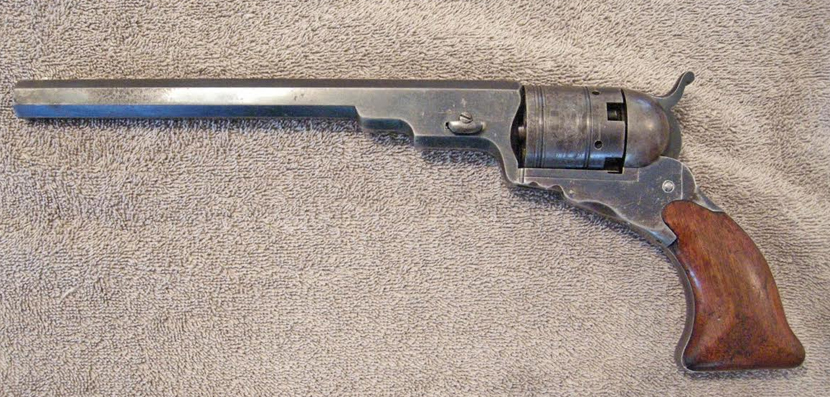
Colt Holster Model Paterson Revolver No. 5

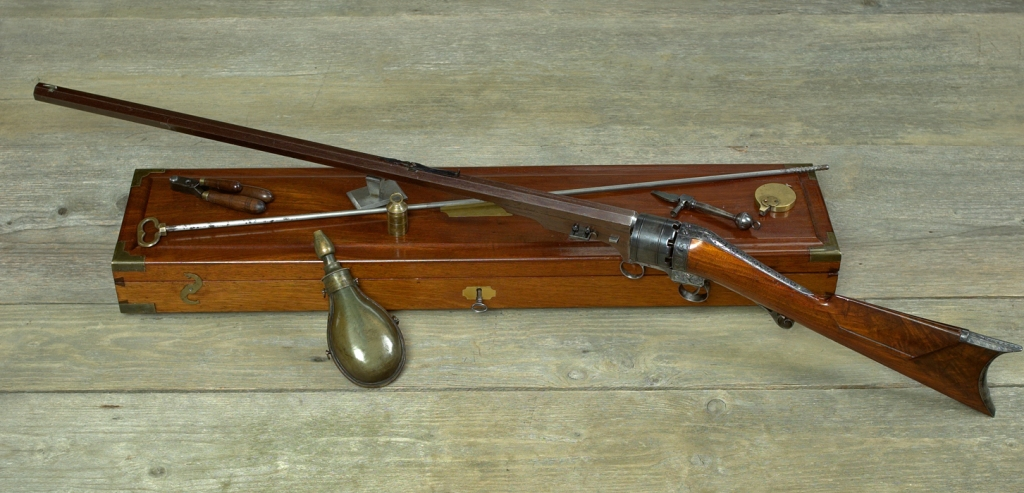
Colt Paterson 1838 Ring Lever Rifle 2nd Model

Die Colt Paterson Revolver waren die ersten von Samuel Colt entworfenen Perkussionsrevolver und Revolvergewehre, die in der „Patent Arms Manufacturing Company“ in Paterson (New Jersey) serienmäßig hergestellt wurden. Die Firma wurde 1836 gegründet und ging 1841 in Konkurs. Insgesamt wurden etwa 3200 Revolver und 1850 Gewehre hergestellt.

## Geschichte
Colt heuerte im Alter von 16 auf einem Schiff, der Corvo an. Während der Reise, die von 1830 bis 1831 dauerte, legte das Schiff in Indien und in London an. Die Legende besagt, dass Colt während der Reise aus Holz einen Revolver schnitzte. Angenommen wird, dass er in Indien und in London beim Besuch der Waffenfabrik im Tower of London einen Collier-Revolver mit Steinschlosszündung in den Händen hatte. In den folgenden Jahren entwickelte er die Idee weiter und ließ bei Büchsenmachern, bekannt sind John Pearson, F. H. Brask und Anson Chase, eine Anzahl von Prototypen herstellen, bekannt sind 26 Stück. 1836 meldete er sein erstes Patent für einen Revolver an.
Bei frühen Prototypen waren das hintere und das vordere Ende der Trommel noch überdeckt, was zur Blockierung der Trommelrotation durch abgeschossene Zündhütchen und zur Zündung aller Kammern führen konnte. Die letzten verbesserten Prototypen entsprachen bis auf für die Serienfertigung notwendige Details den später industriell hergestellten Waffen. Der Siegeszug des Colt-Revolvers begann 1837. Die Armee war immer noch sehr skeptisch gegenüber dieser neuen Waffe. Colt ließ kurzerhand eine Truppe von 18 Texas Rangern mit Paterson-Modellen ausrüsten. Dank dieser Bewaffnung gingen die Ranger unter dem legendären Captain John Coffee „Jack“ Hays 1841 siegreich aus einem Kampf („Gefecht am Banderapass“) gegen 70 bis 80 Komantschen hervor.
Nach diversen Kontakten mit Finanziers, Offizieren der US-Armee und zukünftigen Mitarbeitern wurde am 5. März 1836 die „Patent Arms Manufacturing Company“ mit einem Kapital von 230.000 $ gegründet. Die 24 Aktionäre wählten Elias D. B. Ogden zum Präsidenten. Samuel Colt legte seine Patente gegen Lizenzgebühren und einen Gewinnanteil ein und erhielt ein Salär von $ 1000 pro Jahr. Am Aktienkapital hatte er keine Beteiligung. Als Produktionsstätte wurde ein Fabrikgebäude in Paterson (New Jersey) bezogen. Die Verwaltung und das Ausstellungslokal befanden sich am Broadway in New York.
Die ersten Waffen wurden gegen Ende 1836 hergestellt, die Serienproduktion begann 1837 mit dem „No. 1 Ring Lever Rifle“ (Ringhebelgewehr Nr. 1). Die Verkäufe liefen schlecht und 1841 ging die Firma in Konkurs. In der Liquidation wurde der Maschinenpark, die verbliebenen Waffen und Komponenten von John Ehlers, einem Eisenwarenhändler aus Hoboken und ab 1840 Finanzchef der Firma, übernommen. Nach der Übernahme der Waffen und Teile sowie des Maschinenparks führte Ehlers das Geschäft etwa bis 1845 weiter. Die meisten dieser Waffen waren im Gegensatz zu den Vorgängern mit am Lauf angebrachten Kugelsetzern ausgerüstet.

## Erste Truppeneinsätze
Neben der technischen Zusammenarbeit begann Samuel Colt früh mit seiner Verkaufspolitik, gravierte Waffen als Werbegeschenke zu verteilen, der U.S. Präsident Andrew Jackson war einer seiner ersten Begünstigten. Bereits Anfang 1837 erhielt Colt eine Bestellung für 72 Revolver von der Regierung von South Carolina in Charleston. Da der Liefertermin nicht eingehalten werden konnte, wurde die Bestellung jedoch storniert. Erfolg hatte Colt mit dem Verkauf von Langwaffen an die US-Armee. 1838 erwarb diese 50 Ring Lever No. 1 Gewehre, die anschließend im zweiten Seminolenkrieg eingesetzt wurden. Obschon die Truppen dank diesen Mehrladern erfolgreich waren, lehnte die US-Armee diese Waffen als zu anfällig und zu kompliziert ab.
Später wurde eine große Anzahl von Paterson-Karabinern und 180 Paterson-Holster-Revolver N. 5 an die Republic of Texas zur Bewaffnung der Marine verkauft. Die Revolver wurden 1843 an die Texas Rangers abgegeben, wo Captain Samuel Hamilton Walker den Paterson Revolver kennenlernte und später mit Samuel Colt den Walker-Colt, den ersten nach den Paterson-Revolvern produzierten Colt-Perkussionsrevolver, entwickelte.

## Aufbau der Paterson-Waffen
Revolver und Langwaffen waren nach dem gleichen Prinzip aufgebaut und verfügten über folgende Komponenten:
- Lauf, bei den späten Langwaffen und den Ehlers Revolvern mit Kugelsetzer,
- Systemkasten mit fest eingeschraubter, massiv dimensionierter Trommelachse,
- Trommel, zylindrisch, später hinten gerundet, kein Zahnkranz zur Fortschaltung der Trommel. Die Rotation der Trommel erfolgt über einen hinten auf der Trommelachse angebrachten Drehring.
- Der vordere Teil des Revolver-Griffrahmens ist Teil des Schlossgehäuses und trägt die V-förmige Schlagfeder.
- Die Läufe sind achtkantig, die Revolverläufe haben 11 Züge.

Zusammenbau der Waffe: Der Lauf wird über die Verlängerung der Trommelachse geschoben und so mit dem Rest der Waffe verbunden. Ein quer durch den Laufblock und eine Einfräsung in der Trommelachse geschobener Keil befestigt den Lauf. Zwei unten aus dem Systemkasten herausragende Stifte, passend in zwei Löcher im Laufblock, fixieren diesen gegen Verdrehung. Für Details siehe Colt Perkussionsrevolver. Die Langwaffen hatten je nach Kaliber sechs- oder mehrschüssige Trommeln, auch auf diese war, mit Ausnahme der letzten Karabiner, eine Szene und das Wort Colt aufgerollt.

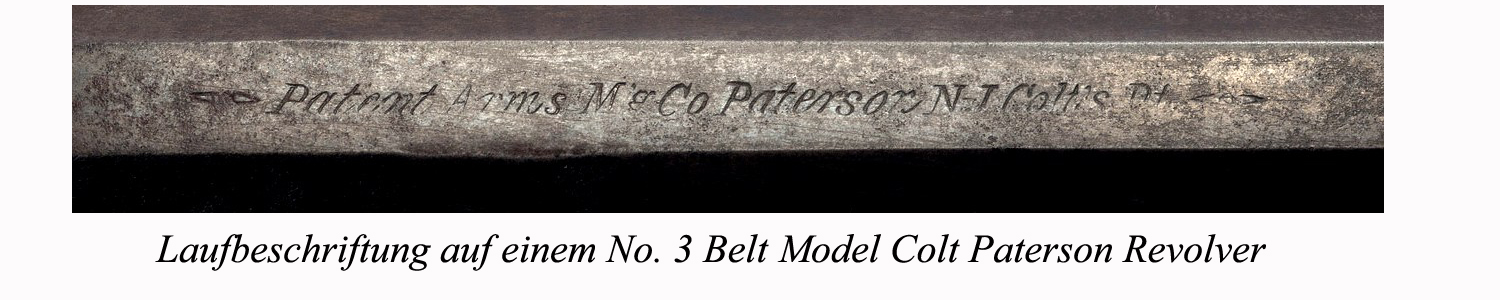
Paterson, Laufbeschriftung

Die meisten frühen Waffen wurden mit zwei Trommeln geliefert. Zum Nachladen wurde der Lauf abgenommen, der separat mitgelieferte Kugelsetzer konnte in den Querkeilspalt (als Gegenlager) der Trommelachse eingesetzt werden. Bei späteren Waffen war der Kugelsetzer am Lauf angebracht.

## Die Paterson-Revolver
Die serienmäßig hergestellten Paterson-Revolver wurden zwischen 1837 und 1840 hergestellt. Sie hatten einen Achtkantlauf, beschriftet: - Patent Arms M'g Co. Paterson N-J. Colt's Pat.- Auf der fünfschüssigen Trommel wurde beim Modell No. 1, 2 und 3 eine „Centaur“ Szene sowie das Wort Colt, beim Modell 5 ein Postkutschenüberfall dargestellt. Die Seriennummern der Waffen waren meist an verdeckten Stellen eingeschlagen. Der Zündmechanismus entsprach weitgehend dem der späteren Coltrevolver, das Abzugszüngel war im Rahmen eingeklappt, beim Spannen des Hahns klappte es heraus. Die Griffschalen waren aus lackiertem Walnussholz, seltener aus Elfenbein. Bei frühen Waffen wurde der Kugelsetzer als Zubehörteil mitgeliefert, bei den späteren Waffen war er am Lauf angebracht.

### Colt Pocket Model Paterson Revolver No. 1
Der Paterson Pocket Revolver im Kaliber .28 (7 mm) wurde zwischen 1837 und 1838 in etwa 500 Exemplaren hergestellt. Lauflänge 1¾ bis 4¾ Zoll, ein Teil der Läufe hat nicht 11, sondern 7 Züge. Das untere Griffende ist flach. Die Seriennummer lief von 1 bis ca. 500.

### Colt Belt Model Paterson Revolver No. 2

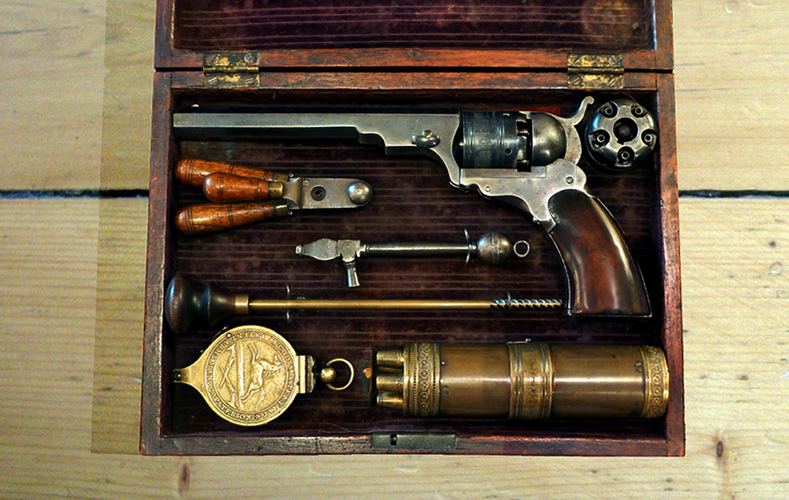
Colt Paterson 2nd Belt Model

Das Belt Model No. 2 entsprach weitgehend dem Pocket Model, Kaliber .31 (~7,8 mm), 5-Schuss Trommel, Lauflänge 2½ bis 4¾ Zoll. Wie beim Modell No. 1 ist das untere Griffende flach (Bild). Die Seriennummer lief von 1 bis ca. 800.

### Colt Belt Model Paterson Revolver No. 3
Das Belt Model No. 3 hatte einen größeren Rahmen, Kaliber .31 (~7,8 mm) oder .34 (~ 8,6 mm), 5-Schuss Trommel, Lauflänge 4–6 Zoll, einzelne Waffen 12 Zoll. Das untere Griffende ist flach oder unten verbreitert wie der Griff des Modells No. 5. Die Seriennummer lief von 1 bis ca. 900.

### Colt Holster Model Paterson Revolver No. 5, auch „Texas Paterson“

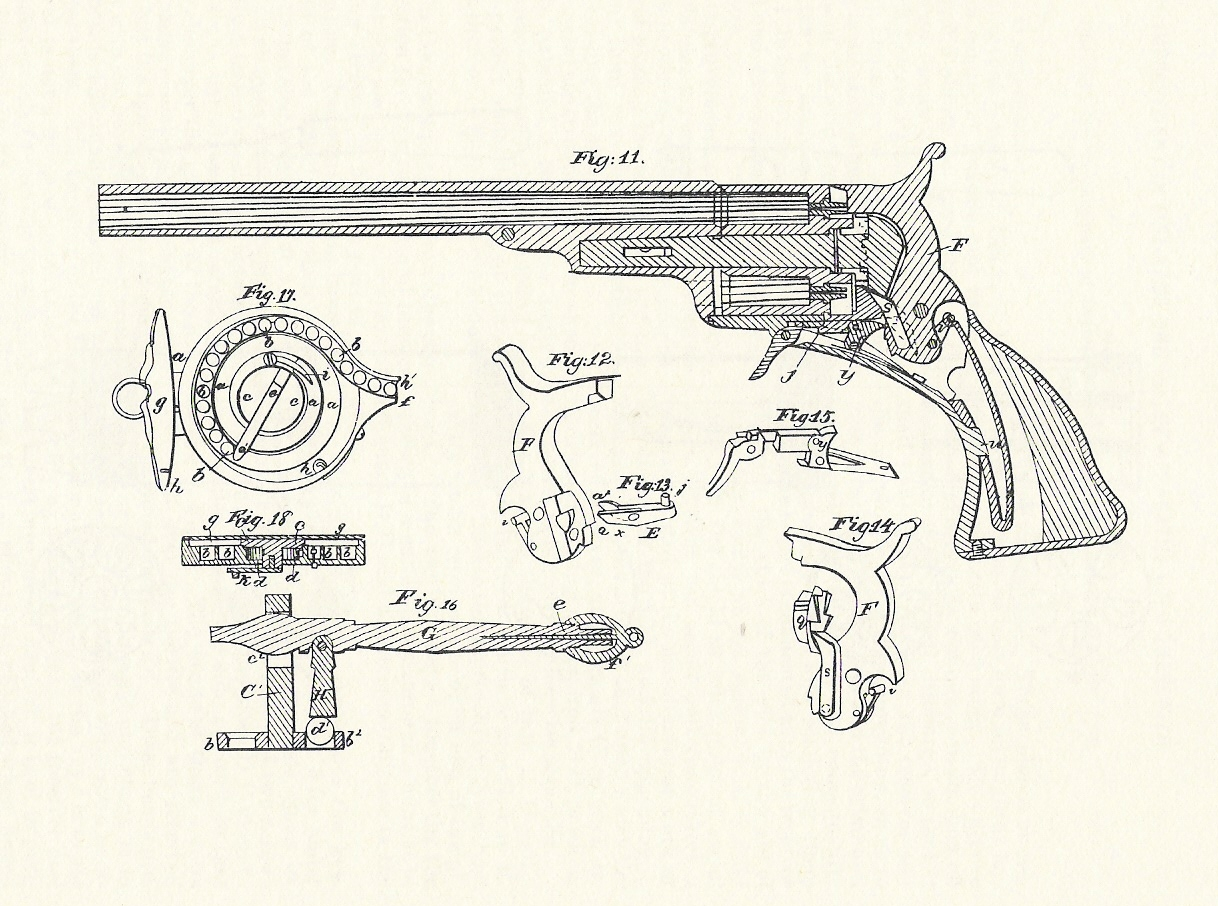
Colt Paterson „Holster Model“, Patentzeichnung 1839

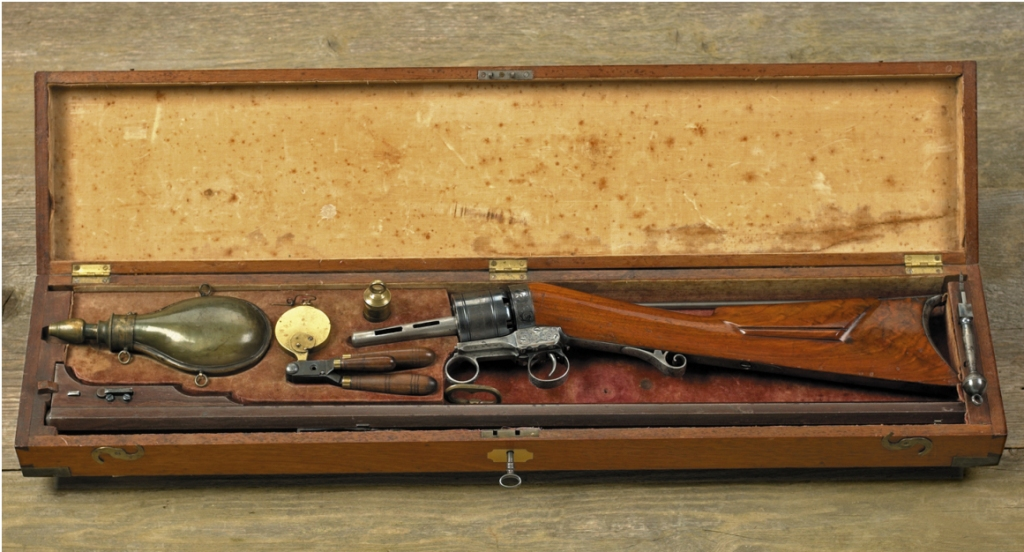
Second Model 1838 Colt Paterson rifle

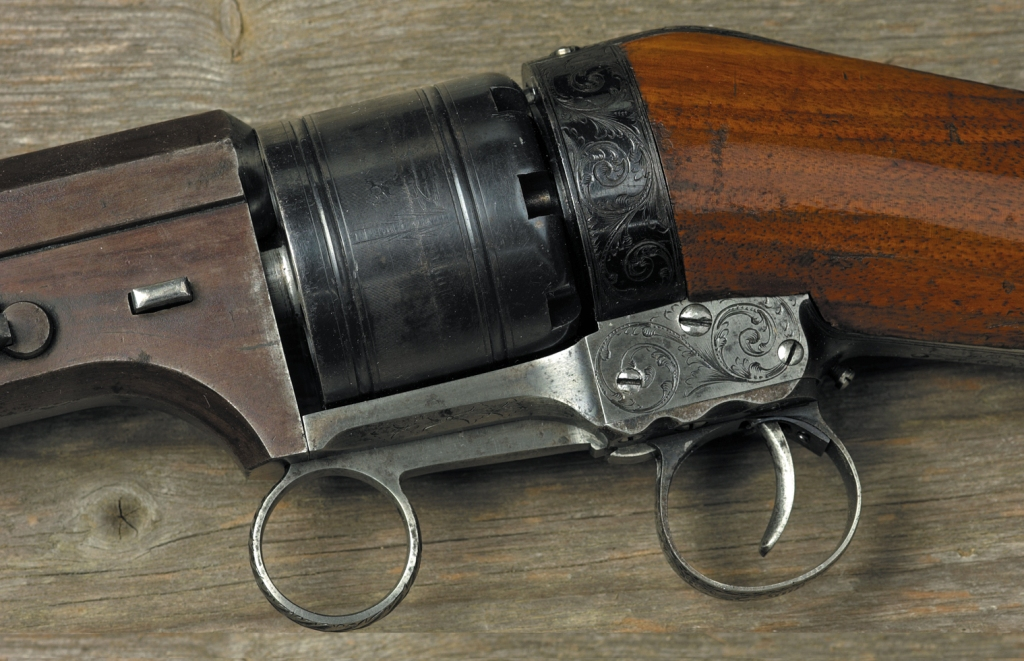
Colt Paterson 1838 Ring Lever rifle, Gehäuse

Die Rahmengröße des Holster Model No. 5 Revolvers sowie das Kaliber .36 (~ 9 mm) entsprach etwa der des Model 1851 Navy Colts. Standardlauflänge 7½ und 9 Zoll, seltener 4–12 Zoll. Frühe Trommeln waren zylindrisch, später hinten abgerundet. Die Seriennummer lief von 1 bis ca. 1000.

## Die Langwaffen
Die ersten fertiggestellten Waffen, bevor Revolver ausgeliefert wurden, waren Ring-Lever-Gewehre, bei denen das Nachladen durch die Betätigung eines Unterhebels, dem „Ring-Lever“ erfolgte. Spätere Waffen hatten einen außenliegenden Hahn, der Mechanismus entsprach dem des Revolvers. Die Trommel der Langwaffen rotiert im Gegenuhrzeigersinn.

### Colt Paterson Ring Lever Rifle erstes Modell
Bei der Ring Lever Rifle 1st Model handelt es sich um die erste serienmäßig von 1837 bis 1838 hergestellte Waffe in Paterson. Sie hatte einen oben verschlossenen Rahmen der jedoch keine Verbindung zum Lauf aufwies. Der Aufbau der Waffe entsprach dem der Revolver. Sie wurde im Kaliber .34, .36, .38, .40 und .44 hergestellt. 8 oder 10-Schuss Trommel. Lauflänge 32 Zoll (81 cm), bei kleinkalibrigen Modellen kürzer. Anzahl Waffen etwa 200.

### Colt Paterson Ring Lever Rifle zweites Modell

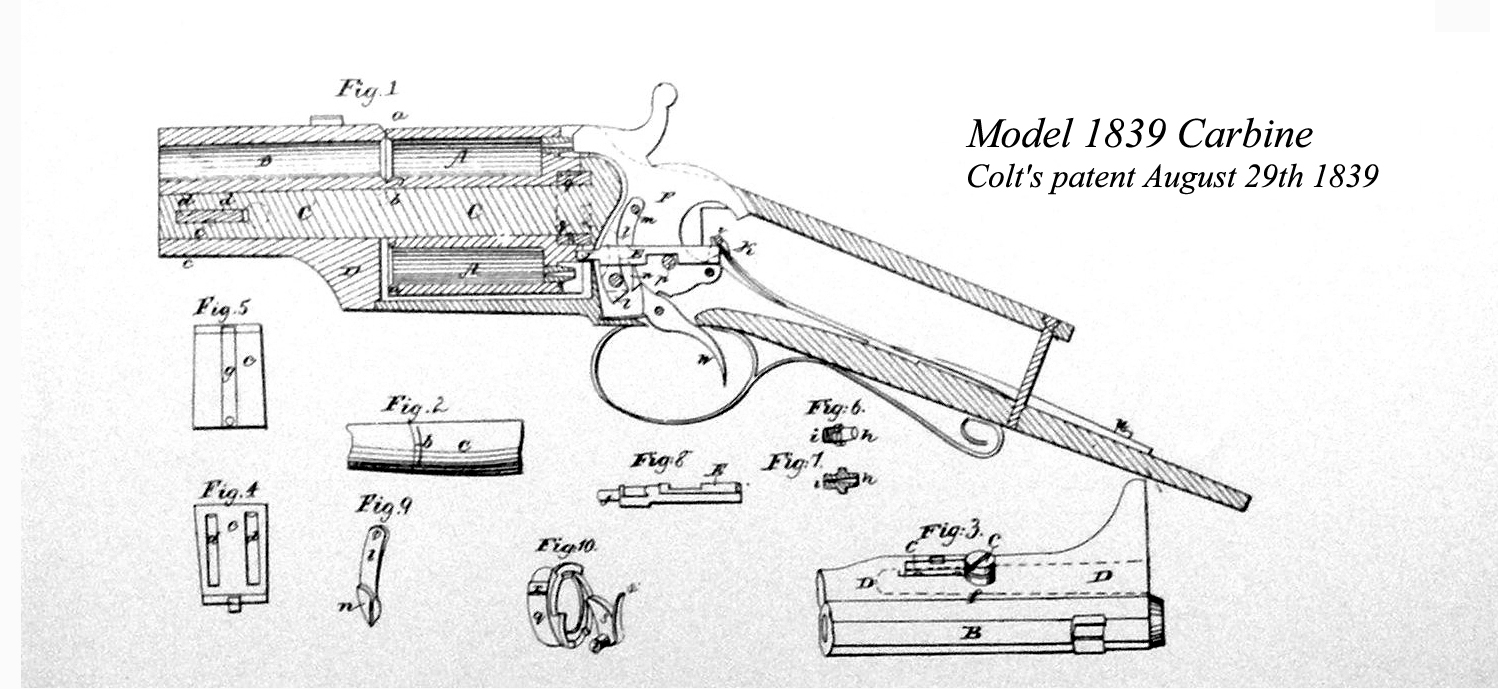
Ausschnitt aus der Patentzeichnung des Colt Paterson Model 1839 Karabiners

Das spätere zweite Modell entspricht im Aufbau dem Vorgänger, es wurde von 1838 bis 1841 in etwa 500 Exemplaren hergestellt. Im Gegensatz zum Vorgänger war der Rahmen oben offen. Das Standardkaliber war .44, 8 oder selten 10-Schuss Trommel. Lauflänge 28 oder 32 Zoll (81 cm), oder auf Bestellung.

### Colt Paterson Model 1839 Carbine
Eine wesentliche Änderung und Vereinfachung des Nachlademechanismus gegenüber der Ring Lever Rifle war die Umstellung auf den außenliegenden Hahn. Der Karabiner wurde ab Anfang 1839 bis 1841 hergestellt, nach dem Konkurs der Firma produzierte Ehlers noch Karabiner bis 1845. Gesamthaft wurden zwischen 900 und 950 Stück hergestellt. Der Lauf im Kaliber. 525 Inch (13,3 mm) hatte keine Züge. Lauflänge 24 Inch, andere Lauflängen selten. 6-Schuss Trommel.
Der Model 1839 Carbine war die meistverkaufte Paterson Langwaffe. Das U.S. Kriegsdepartement kaufte 360 dieser Karabiner. 300 gingen an die U.S. Navy und 60 dienten zur Bewaffnung von berittenen Truppen (U.S. Dragoons). Die Republic of Texas erwarb 300, 180 gingen an die Navy, der Rest an die Texas Rangers und die Texas-Armee. Etwas mehr als 250 Stück gingen in den zivilen Markt was Samuel Colt nach 1847 bewog, diese weiter zu produzieren.

### Colt Paterson Model 1839 Shotgun
Die Schrotflinte entsprach im Aufbau und Mechanismus dem Karabiner. Hergestellt wurden 225 Stück. Der Lauf im Kaliber von etwa .610 (15,5 mm) hatte keine Züge. Standardlauflänge 24 und 32 Inch, andere Lauflängen selten. 6-Schuss Trommel.

### Colt Model 1839/1848 Carbine
Nach der Fabrikation der Model 1847 Walker Colts und dem Vorliegen von weiteren Bestellungen der U.S. Army mietete Samuel Colt in Hartford, Connecticut Fabrikationslokale, um weiterhin Revolver herzustellen. Zudem plante Colt, bestehende Model 1839 Karabiner zu modifizieren und der Armee zu offerieren. Für eine unbekannte Zahl dieser Waffen wurden die Trommeln abgeändert oder neu hergestellt, der Zahnkranz zur Rotation war neu direkt auf der Trommel angebracht, die Trommeloberfläche war blank. Es war eventuell eine dieser Waffen, die an der „Crystal Palace 1851“ Ausstellung in London gezeigt worden ist. Eine Serienproduktion wurde jedoch nicht mehr aufgenommen.